# هجوم العريش (أكتوبر 2017)
هجوم شمال سيناء هو هجوم إرهابي وقع في 13 أكتوبر 2017 استهدف كميناً أمنياً جنوب مدينة العريش شمال سيناء أسفر عن مقتل 6 عسكريين مصريين.

## عمليات لاحقة في نفس الشهر
في 15 أكتوبر 2017 تصدت قوات الأمن لمحاولة إرهابية فاشلة لاستهداف نقاط تأمين بمنطقة القواديس، أسفرت عن مقتل 24 إرهابيا وإصابة فرد آخر وتدمير عربتي دفع رباعي تستخدمهما العناصر الإرهابية. ومقتل 6 أفراد من الجيش.